# Iridomyrmex mattiroloi
Iridomyrmex mattiroloi é uma espécie de formiga do gênero Iridomyrmex.